# Tilloy-lès-Mofflaines

Tilloy-lès-Mofflaines este o comună în departamentul Pas-de-Calais, Franța. În 1 ianuarie 2022 avea o populație de 1.564 de locuitori.